# Video poetry
Poem video là một hình thức trình bày thơ bằng sự kết hợp của nghệ thuật âm thanh, nghệ thuật hình ảnh, và nghệ thuật trình diễn. Có thể so sánh nó tương tự như music video (MV) (âm nhạc và hình ảnh, trình diễn). Moem video chính là sự thể hiện ngôn ngữ thi ca qua ngôn ngữ hình ảnh với sự tạo màu sắc của âm nhạc.

## Sách tham khảo
- Eduardo KAC, New Media Poetry: Poetic Innovation and New Technologies, "Visible Language" Vol. 30, No. 2, Rhode Island School of Design, 1996
- AAVV, La coscienza luccicante. Dalla videoarte all'arte interattiva, Gangemi, Rome 1998
- S. BORDINI, Videoarte e arte, Ed Lithos, Rome 1995
- Caterina DAVINIO, Tecno-Poesia e realtà virtuali (Techno-Poetry and Virtual Reality), essay with preface by Eugenio Miccini (It/En), Mantova, Sometti, 2002.
- Caterina DAVINIO, "Parole virtuali. La poesia video-visiva tra arte elettronica e avanguardia", in "Doc(K)s. Un notre web" (book & CD), serie 3, 21, 22, 23, 24, Ajaccio (F) 1999
- Caterina DAVINIO, "Scritture/Realtà virtuali" in "Doc(K)s" (web), 2000
- Sandra LISCHI, "Elettronica, videoarte e poetronica", in Vito ZAGARRIO (a cura di), Storia del cinema italiano 1977-1985, Guido Lombardi
- Sandra LISCHI, Visioni elettroniche, Fondazione Scuola Nazionale di Cinema. Collection: Biblioteca di bianco e nero, Rome/Venice, Marsilio, 2001
- Gianni TOTI, "Il video artista, cattiva coscienza della TV", «Cinemasessanta», 190, January–February 1990.
- Marco Maria GAZZANO, Gianni TOTI, "Immagine & Pubblico. Video", special n. dedicated to video art, suppl. n. 2/3, April – September, Ente Autonomo Gestione Cinema, Rome 1990
- Gianni TOTI. "Il tempo del senso", in "Internet Catalogue", XVIII VideoArt Festival, Locarno (CH) 1997

### Web
- Tin House Reels, poetry video wing of Tin House Magazine Lưu trữ ngày 18 tháng 7 năm 2014 tại Wayback Machine
- The Continental Review: videopoetry site active since 2005
- Irish videopoetry / cinepoetry - Tomás Ó Cárthaigh
- New media poetry Eduardo Kac Editor
- Videopoetry archive
- Techno-Poetry Lưu trữ ngày 21 tháng 12 năm 2007 tại Wayback Machine
- PoetryVisualized.com: Enjoy hours of visual poetry
- Cine-poetry collection Lưu trữ ngày 29 tháng 6 năm 2009 tại Wayback Machine
- Animated poems by Billy Collins Lưu trữ ngày 4 tháng 8 năm 2021 tại Wayback Machine
- Moving Poems
- Animated, visual, interactive poems by Paulo Aquarone

### Thông tin tổng quan
- P. CASTELLIN, J. TORREGROSA, P. BOOTZ, "DOC(K)S/Alire" 10, Series 3, n. 13/14/15/16, Ajaccio (France) 1997
- V. ACCAME, Quale segno, arte scrittura comunicazione, Archivio di Nuova Scrittura, Milano 1993
- "ALIRE", revue sur disquette, Mots-Voir (27, Allée des Coquelicots, 59650, Villeneuve d'Ascq)
- L. ANCESCHI, Progetto di una sistematica dell'arte, Milano 1997
- J.-P. BALPE, "L'Ordinateur, sa muse", in "Pratiques" nº 39, Metz 1984
- J.-P. BALPE, "La position de l'auteur dans la génération automatique de textes à orientations littéraires", in "Lynx" nº 17, Université de Paris-X Nanterre, Nanterre, 1987
- E. BARRET, The Society of Text, Hypertext, Hypermedia, and the Social Construction of Information, MIT Press, Cambridge 1993
- M. CALVESI, Le due avanguardie. Dal Futurismo alla Pop Art, Milano 1966
- P. L. CAPUCCI, Realtà del virtuale, rappresentazioni tecnologiche, comunicazioni, arte, Bologna 1996
- P. L. CAPUCCI, Arte e tecnologie, Comunicazione estetica e tecnoscienze, Edizioni dell' Ortica, Bologna 1996
- F. CAROLI, L.CARAMEL, Testuale. Le parole e le immagini, Comune di Milano, Mazzotta Editore, Milano 1979
- L. CARUSO, C. PIANCASTELLI, Il gesto poetico. Antologia della nuova poesia d'avanguardia, Portolano, Napoli 1968
- M. COSTA, L'estetica della comunicazione, Castelvecchi, Roma 1999
- M. COSTA, Il sublime tecnologico, Castelvecchi, Roma 1998
- M. COSTA, Tecnologie e costruzione del testo, Napoli 1998
- E. COUCHOT, La technologie dans l'art, De la photographie à la réalité virtuelle, Jacqueline Chambon, Paris 1998
- D. DAVIS, Art and the Future, A History/Prophecy of the Collaboration between Science, Technology and Art, Praeger, New York 1973
- A. D'ELIA (a cura di), Artronica, catalogo, Mazzotta, Milano 1987
- S. DINKLA, Pioniere interaktiver Kunst von 1970 bis heute, ZKM - Cantz Verlag, Karlsruhe 1997
- J. DONGUY, 1960–1985, Une génération. Poésie concrête, poésie sonore, poésie visuelle, Henri Veyrier, Paris 1985
- J. Donguy, Poésies expérimentales—Zones numériques, Presses du réel, 2007.
- U. ECO, Lector in fabula, Milano 1979
- V. FAGONE, L'immagine video. Arti visuali e nuovi media elettronici, Feltrinelli, Milano 1990
- P. FERRI, La rivoluzione digitale. Comunita', individuo e testo nell'era di Internet, "Mimesis", collana "Eterotopie"
- F. FOREST, Pour un art actuel, L'art à l'heure d'Internet, L'Harmattan, Ouverture Philosophique, Paris 1998
- C. GOODMAN, Digital Visions, Computers and Art, Harry N. Abrams, New York 1987
- R. KOSTELANETZ, The Avant-Garde Tradition in Literature, Prometheus, Buffalo 1982

. "Literary Videotapes" in The New Poetries and Some Old. Southern Illinois University, Carbondale, 1991.
- D. JACKSON, E. VOS, J. DRUCKER, Experimental - Visual - Concrete: avant-garde poetry since the 1960s, Rodopi, Amsterdam, Atlanta 1996
- J. KOSUTH, L'arte dopo la filosofia. Il significato dell'arte concettuale, Costa & Nolan, Genova 1987
- B. LONDON, Video e linguaggio, a cura di The Museum of Modern Art, New York 1989
- F. MENNA, La linea analitica dell'arte moderna, Einaudi, Torino 1976
- P. MASNATA, Poesia visiva. Storia e teoria, Bulzoni, Roma 1984
- E. MICCINI, "Poesie e no", in Théatron, vol.1, Verona 1990
- E. MICCINI, Poesia visiva e dintorni, Firenze 1995
- E. MICCINI, L. PIGNOTTI, Poesie in azione, con introduzione di Pietro Favari, Giubbe Rosse, Firenze 2001
- M. RUSH, New Media in Late 20th-Century Art, Thames & Hudson, London 1999
- "SYMPOSIUM", Ciencias, Humanidades e Letras, anno 5, n. 1, giugno 2001, semestrale dell'Università Cattolica de Pernambuco; numero monografico dedicato a generi e comunicazione
- A. SPATOLA, Verso la poesia totale, Paravia, Torino 1978
- "VISIBLE LANGUAGE" nº 30, 1996
- A. VUILLEMIN, M. LENOBLE, Littérature et informatique, Artois Presses Université, Arras 1995